# Polesië (gebied)

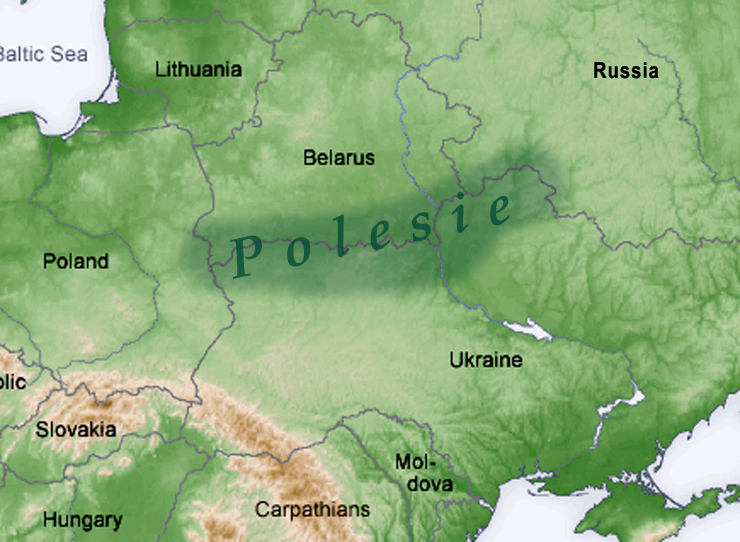
Ligging in Oost-Europa

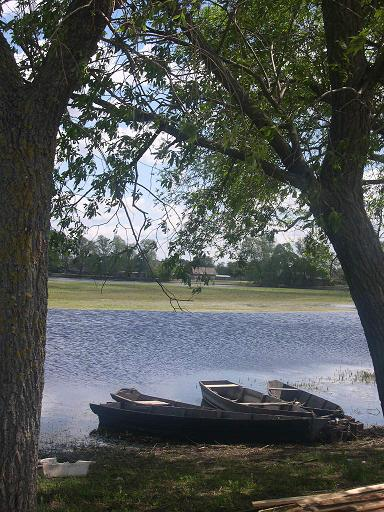
Dorp aan de rivier de Pripjat in Polesië

Polesië (Wit-Russisch: Палесьсе; Palessje; Pools: Polesie; Oekraïens: Полісся; Polissja; Russisch: Полесье, Polesje) is een grote moerassige vlakte in het zuidwestelijke deel van het Russisch Laagland (ook wel Oost-Europees Laagland). Het moerassige deel van het gebied staat bekend als de Pripjatmoerassen, naar de rivier de Pripjat die door Polesië stroomt. De moerassen zijn een van de grootste draslandgebieden van Europa.

## Ligging
Polesië is een transnationale regio. Het beslaat een deel van zuidelijk Wit-Rusland, een deel van noordelijk Oekraïne en een deel van Polen en Rusland. Een Polesiër wordt in het Wit-Russisch een Palasjoek, in het Pools een Poleszuk, in het Oekraïens een Polisjtsjoek en in het Russisch een Polesjtsjoek genoemd. Belangrijke steden in het gebied zijn Brest, Mazyr, Pinsk en Homel.

## Geschiedenis
Polesië was deel van het Kievse Rijk tot 1241, toen het onder de heerschappij van het grootvorstendom Litouwen kwam. In 1569 ging het op in Polen-Litouwen. Na de derde Poolse Deling kwam het gebied bij Pruisen als onderdeel van Nieuw-Oost-Pruisen, en in 1807 viel het gebied in handen van het Russische Rijk. Tussen 1920 en 1939 werd het gebied verdeeld tussen Polen, dat het deel ten westen van de rivier de Horyn kreeg, en de Sovjet-Unie, dat het oostelijke deel kreeg.
Tijdens de Tweede Wereldoorlog deelden de ondoordringbare Pripjatmoerassen het oostelijke front in twee delen. Het gebied werd ook als schuilplaats gebruikt door Sovjet-Russische partizanen. De Duitsers hadden plannen om het hele gebied droog te malen, het gebied "etnisch te zuiveren" van zijn inwoners en te herbevolken met Duitse kolonisten. Hitler zette in 1941 echter een streep door deze plannen.
Na de oorlog werd een groot deel van het gebied drooggemalen en omgezet in landbouwgrond, wat aanzienlijke milieuschade aanrichtte. De kernramp van Tsjernobyl in 1986 zorgde voor zware radioactieve vervuiling van de moerassen. Een groot gebied in het oosten van de moerassen was aan het begin van de 21e eeuw nog steeds afgesloten in verband met het gevaar voor radioactieve besmetting.

## Nationale parken
In het Poolse deel van Polesië werd in 1990 een nationaal park opgezet, het Nationaal Park Polesië (Pools: Poleski Park Narodowy). In het Wit-Russische deel werd in 2004 het natuurgebied Priboezjskoje-Polesie gesticht. Ook in het Oekraïense deel is een natuurgebied, Sjatsky, dat in 2002 werd gevestigd.